# THC-O-acetat
THC acetatni estar je derivat tetrahidrokanabinola koji se nelegalno koristi kao analog kontrolisane supstance THC. On se pravi ekstrakcijom i prečišćavanjem THC jedinjenja iz biljnog materijala kanabisa koristeći Soksletov ekstraktor, čemu sledi reakcija sa anhidridom sirćetne kiseline, analogno načinu kojim se heroin pravi iz morfina. Sličan slučaj je prijavljen juna 1995. u UK, i THC-O-acetat je klasifikovan kao droga klase A.